# Papanui High School
Papanui High School (PHS) ist eine international ausgerichtete weiterführende Schule (Jahre 9–13) in Papanui, einem Vorort von Christchurch, Neuseeland.

## Geschichte
Die Schule wurde als Papanui Technical College 1936 gegründet, wurde 1949 in eine High School umgewandelt. Seit ca. 2000 hat sich der Ruf der Schule in der Öffentlichkeit verbessert. In der Vergangenheit bestanden weniger Schüler den NZQA-Standard und den Universitätsbesuch als im nationalen Durchschnitt. 2006 haben 66 % der 11.-Klässler den NCEA Level 1 erreicht. Diese Zahl stieg 2007 auf 70 % und 2008 auf 75 %. Auch hat der Erfolg im NCEA Level 2 nationalen Standard erreicht.

## Multikulturalismus
Asiatische, Maori und andere Kulturen werden an der Schule gepflegt. Auch nimmt die Schule ausländische Schüler aus Asien und Deutschland für ein viertel bis ein ganzes Jahr auf. An der Papanui Highschool gibt es für diese Schüler auch ein eigenes Büro, welches während der kompletten Schulzeit besetzt ist.

## Erfolge
- 2007 haben sich sowohl das Jungen-  als auch das Mädchen Senior Touch Team für den nationalen Wettbewerb qualifiziert.
- Die Schule hat auch erfolgreich mit einem 3. Platz am IYPT, einem nationalen Physik-Wettbewerb teilgenommen.